# 岩本章吾
岩本 章吾（いわもと しょうご、1955年 - ）は、日本の経済法・行政法学者、弁護士。大阪工業大学名誉教授・知的財産学部元教授。国際公共政策修士（ジョンズ・ホプキンズ大学SAIS）。経済産業省経済産業政策局調査統計部統計企画解析課長、公正取引委員会経済部団体課長。プロシード法律事務所客員弁護士。
専門は、法学（特に経済法/独占禁止法・行政法・民法）、経済学（特に国際経済学・国際関係論）・公共政策学・知的財産政策。

## 略歴
1973年和歌山県立桐蔭高等学校卒業。1978年東京大学法学部卒業後、通商産業省（現在の経済産業省）に入省し、主に経済法に従事。ジョンズ・ホプキンズ大学高等国際問題研究大学院(SAIS)に留学し、国際経済学・国際関係学を専攻、国際公共政策修士号を取得。同省の他、公正取引委員会経済部団体課長として、独占禁止法の解釈・運用の経験や総務省行政評価局評価監視官として、行政法規の立案・解釈・運用や行政訴訟等の経験を有する。
1994年司法試験合格を経て、2003年大阪工業大学知的財産学部教授に就任。経済法/独占禁止法・行政法の研究に併せて、民法、会社法/労働法等についても講義やゼミナールを担当。同大学知的財産専門職大学院教授（兼務）などを経て、2025年大阪工業大学名誉教授。プロシード法律事務所客員弁護士。
大阪工業大学において20年以上の長きに渡り教鞭を執り、2003年開設の日本初の知的財産学部および2005年開設の知的財産専門職大学院の初期の知的財産法学と経済学・公共政策学の融合教育の育成に貢献した。
主な所属学会は、日本経済法学会など。主な著書は、知的財産権と独占禁止法-独禁法解釈論の再検討序説（単著、晃洋書房2008、学術書）、独占禁止法精義（単著、悠々社2013、学術書）、行政法講義〔第2版〕（単著、成文堂2017、教科書）